# تائکو ناکانیشی
تائکو ناکانیشی (انگلیسی: Taeko Nakanishi؛ زادهٔ ۱۱ فوریهٔ ۱۹۳۱) صداپیشه، و بازیگر اهل ژاپن است. وی بین سال‌های ۱۹۵۰ تا ۲۰۰۷ میلادی فعالیت می‌کرد.